# Josef František Adolff
Josef František Adolff, také Adolph nebo Josephus Franciscus Adolff (1685
, † 1749 Mikulov) byl na Moravě žijící barokní malíř žánrů a figuralista.

## Život
O jeho životě je známo jen málo. Podle starší literatury se narodil již roku 1671., pravděpodobněji až roku 1685 V letech 1714–1717 pracoval jako komorní malíř na zámku v Miloticích. Nejpozději od roku 1719 působil v Mikulově ve službách knížete Karla Maxmiliána z Ditrichštejna. Podle archivní zprávy dodal roku 1749 oltářní obraz sv. Jakuba na hlavní oltář kostela sv. Jakuba v Lipníku nad Bečvou, ten se však nedochoval.
V jeho dílně se vyučili malířství: synové František Adolf z Freenthalu (1721-1773), který pracoval jako malíř v Londýně a ve Vídni, syn Karel (* 1725) a dcera Terezie Adolf-Girot (* 1715).

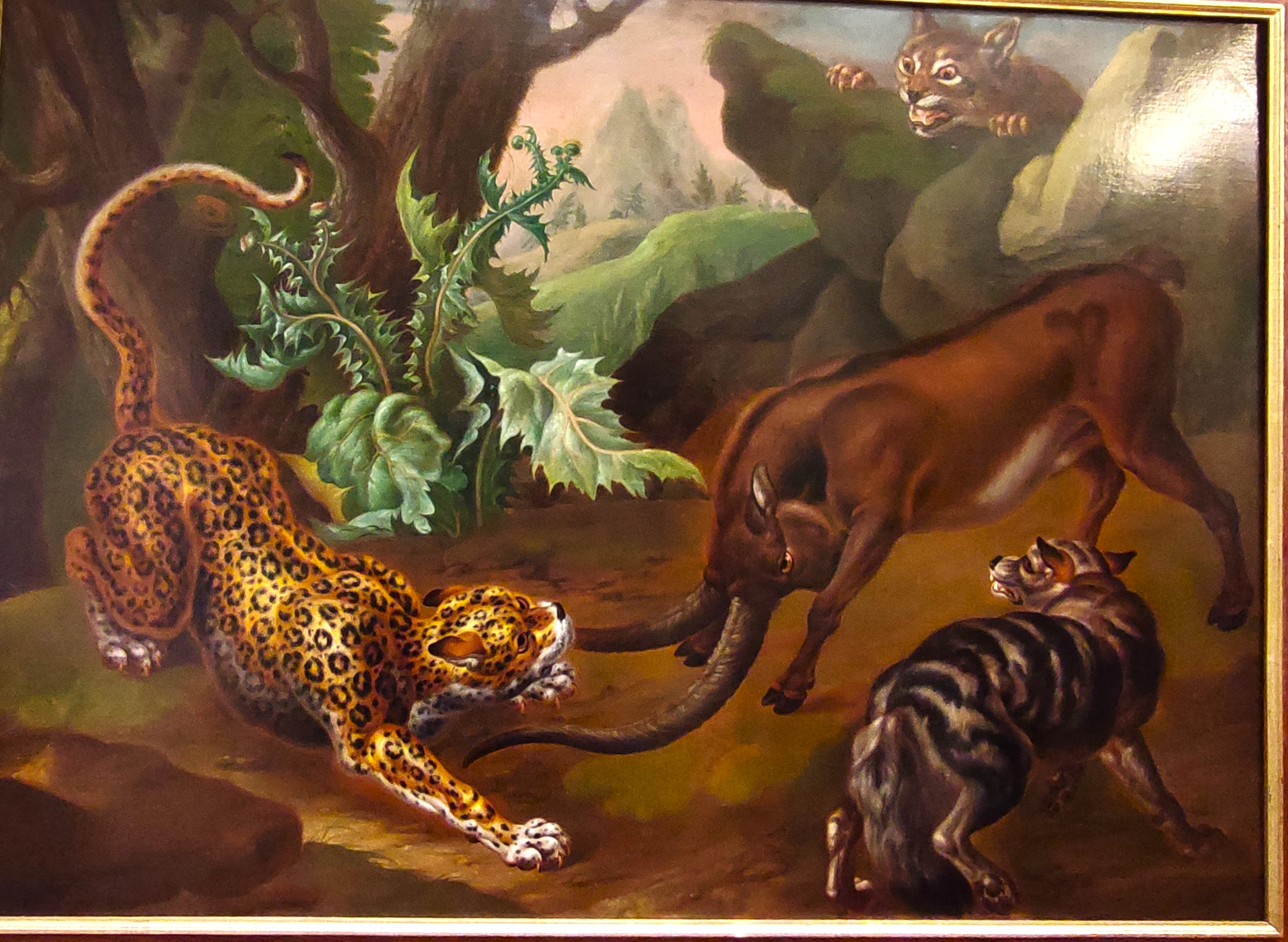
Divoké šelmy bojují s kozorohem, kolem 1740, zámek Mikulov

## Dílo
Je zastoupen v pěti jihomoravských zámeckých sbírkách, zejména ditrichštejnských:
- Jezdecký portrét Josefa Žabského, zámek Mikulov
- Několik loveckých scén se zápasem divoké zvěře, zámek Mikulov[4]
- Lovecké scény, zámek Lysice
- Lovecké scény, zámek Milotice
- Tři lovecké scény; Dravec s kotětem (1735), zámek Rájec nad Svitavou[5]
- zámek Valtice